# Guaicaipur
Guaicaipur o Guaicaipuro (actualment Los Teques, Veneçuela, ? - 1568) va ser un cabdill que va liderar diverses tribus indígenes amb el títol originari dels indis Teques de Guapotori ("Cap de caps").
És conegut perquè va combatre la invasió espanyola a la vall de Caracas al capdavant d'una important confederació de tribus indígenes.
Caps com Naiguatá, Gaicamacuto, Chacao i Baruta van combatre sota les seves ordres.
Guaicaipur va expulsar de la vall de Caracas als espanyols que dirigia primer Pedro de Miranda i, posteriorment, Juan Rodríguez Suárez caient aquest últim en el combat.
El 1562 va vèncer novament als espanyols que havien llançat una expedició dirigida per Luís Narváez, i aquests es van haver de retirar a l'Illa Margarita.
Tanmateix, Guaicaipur va fracassar en la seva ofensiva sobre Caracas, ja que el fundador de la ciutat, Diegon de Losada, va llançar un contraatac, aconseguint la victòria a la batalla de Marcapana, el 1568.
Encerclat a la seva pròpia casa, Guaicaipur va oferir resistència de forma desesperada fins que va ser abatut.

## Heroi nacional
- El municipi de Guaicaipuro, a l'estat de Miranda pren aquest nom en honor seu.

- El 8 de desembre de 2001 el Govern d'Hugo Chávez va traslladar les restes mortals de Guaicaipur al Passeig de Los Próceres, al costat dels herois nacionals de la guerra de la independència encapçalats per Simón Bolívar.

- El 12 d'octubre (Dia de la Resistència Indígena) de 2003 el govern va iniciar una missió bolivariana (programa social) amb el nom de "Missió Guaicaipuro" que té per objectiu fomentar i protegir les cultures, usos, costums, idiomes i religions dels pobles indígenes veneçolans; i preservar el seu hàbitat i els seus drets originaris sobres les seves terres ancestrals.